# John Frederic Daniell
John Frederic Daniell, FRS, angleški fizik in kemik, * 12. marec 1790, London, Anglija, † 13. marec 1845, London.

## Življenje in delo
Daniell je leta 1831 postal prvi profesor kemije na novo ustanovljeni univerzi, Kraljevem kolidžu v Londonu (King's College London). Najbolj je poznan po izumih Daniellovega člena, električne baterije in galvanskega člena. Leta 1820 je izumil psihrometer in registrski pirometer. Leta 1830 je postavil v dvorani Kraljeve družbe vodni barometer, s katerim je izvedel veliko število opazovanj. Postopek, ki ga je izumil za proizvodnjo svetilnega plina iz terpentina in smole, je bil kar nekaj časa v uporabi v New Yorku.
Umrl je nepričakovano zaradi kapi med srečanjem Sveta Kraljeve družbe, katerega je postal član leta 1813.

## Publikacije
Njegova objavljena dela obsegajo Meteorological Essays (1823), Essay on Artificial Climate considered in its Applications to Horticulture (1824), ki opisujejo nujnost vlažnega ozračja v rastlinjakih tropskih rastlin  in Introduction to the Study of Chemical Philosophy (1839).

## Priznanja

### Nagrade
Za svoje znanstvene dosežke je leta 1832 prejel Rumfordovo medaljo, leta 1837 skupaj z Becquerelom Copleyjevo medaljo Kraljeve družbe. Leta 1842 je skupaj z Bowmanom prejel še njeno kraljevo medaljo.